# Taramundi

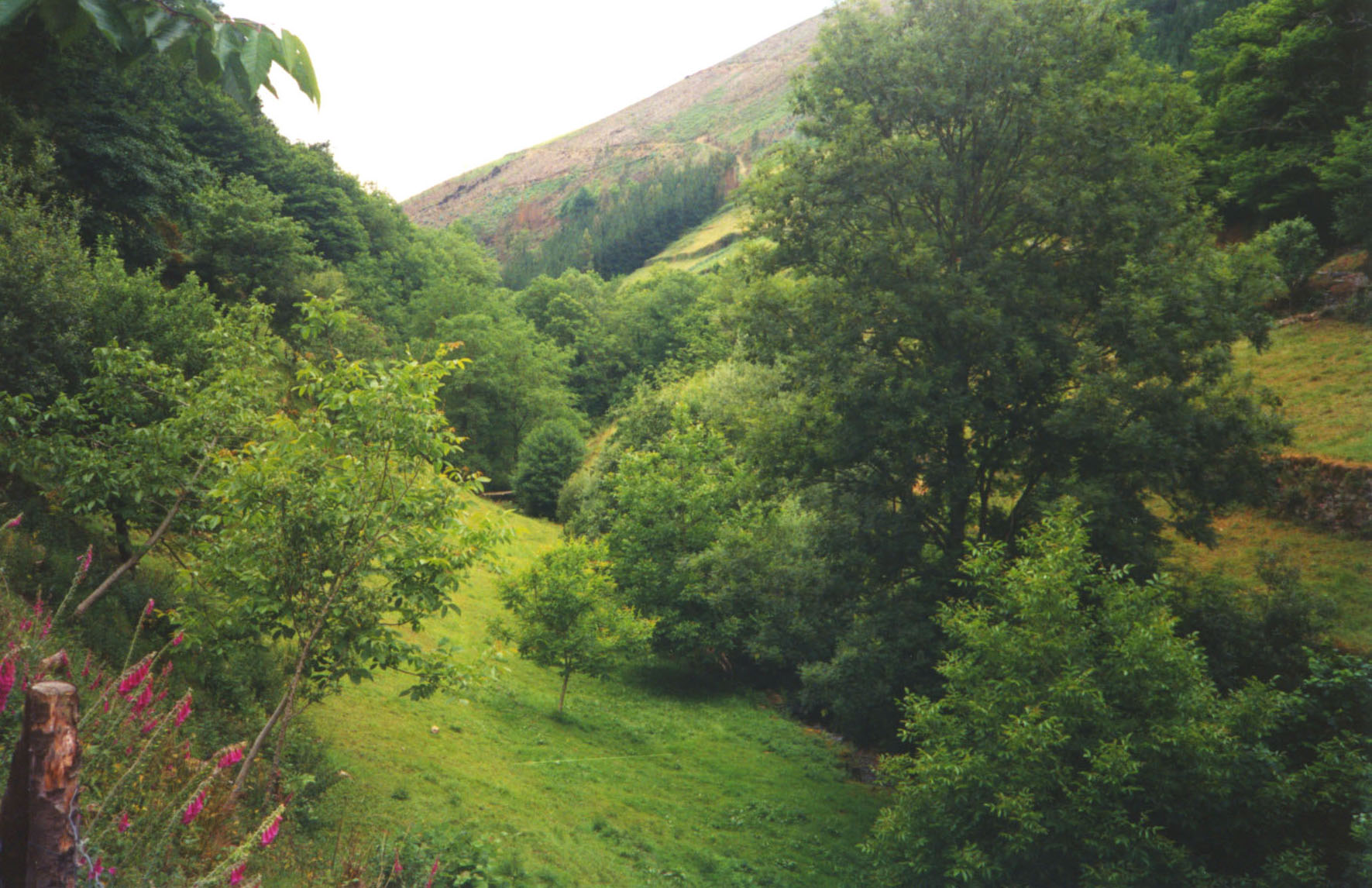
Blick von einer Mühle ins Tal

Taramundi ist eine Gemeinde in der autonomen Region Asturien im Norden Spaniens.

## Lage
Die Gemeinde ist begrenzt von San Tirso de Abres und Vegadeo im Norden, von Villanueva de Oscos und Vegadeo im Osten, im Norden, Westen von Lugo und im Süden von Santa Eulalia de Oscos.

## Geschichte
Funde aus der Steinzeit bestätigen die frühe Besiedelung der Region. Auf der Hochebene der Sierra de Ouroso und an Berghängen des Pereira und des Navallo zeugen noch heute Hügelgräber, Nekropolen und mehrere Wallburgen von der Besiedelung durch die Gallaeker. Auch die Römer hatten hier zwei Kastelle namens Castro en Ouria und Castro en Taramundi, der Fund von Bronzemünzen bestätigt die Tributpflicht der Galläker, aber auch deren weitläufigen Handelsbeziehungen.

## Geologie

### Grund und Boden
Der überwiegend aus Kalkstein und Schiefer bestehende Untergrund mit dem Ouroso, (1.033 m) als höchste Erhebung ist typisch für die Region.

### Gewässer
Die Gemeinde wird vom Río Eo durchquert.

### Klima
Wie in weiten Teilen Asturiens herrscht durch die Nähe zum Golfstrom hier ein beinahe mediterranes Klima mit warmen, trockenen Sommern, aber kalten Wintern vor, im Herbst kommt es mitunter zu relativ starken Stürmen.

## Wirtschaft
Wie in weiten Teilen Asturiens ist die Landwirtschaft hier der größte Erwerbszweig. Besonderheiten hier sind die in ganz Spanien bekannten Liköre, Marmelade und der queso de Taramundi (Käse), der in zahlreichen Varianten produziert wird. Handel und Produktion findet nur in mittelständischen Betrieben statt. Hervorzuheben sind die wenigen Messerschmieden, die noch in Betrieb sind und in althergebrachter Handwerksarbeit Messer produzieren.
|                                   | Beschäftigte | Anteil in Prozent |
| --------------------------------- | ------------ | ----------------- |
| TOTAL                             | 227          | 100               |
| Ackerbau, Viehzucht und Fischerei | 68           | 29,96             |
| Industrie                         | 37           | 16,30             |
| Bauwirtschaft                     | 15           | 6,61              |
| Dienstleistungsbetriebe           | 107          | 47,14             |

## Bevölkerungsentwicklung der Gemeinde
Quelle: INE-Archiv – grafische Aufarbeitung für Wikipedia

## Politik
| Historische Entwicklung im Gemeinderat von Taramundi | Historische Entwicklung im Gemeinderat von Taramundi | Historische Entwicklung im Gemeinderat von Taramundi | Historische Entwicklung im Gemeinderat von Taramundi | Historische Entwicklung im Gemeinderat von Taramundi | Historische Entwicklung im Gemeinderat von Taramundi | Historische Entwicklung im Gemeinderat von Taramundi | Historische Entwicklung im Gemeinderat von Taramundi | Historische Entwicklung im Gemeinderat von Taramundi | Historische Entwicklung im Gemeinderat von Taramundi | Historische Entwicklung im Gemeinderat von Taramundi |
| ---------------------------------------------------- | ---------------------------------------------------- | ---------------------------------------------------- | ---------------------------------------------------- | ---------------------------------------------------- | ---------------------------------------------------- | ---------------------------------------------------- | ---------------------------------------------------- | ---------------------------------------------------- | ---------------------------------------------------- | ---------------------------------------------------- |
| Partei                                               | 1979                                                 | 1983                                                 | 1987                                                 | 1991                                                 | 1995                                                 | 1999                                                 | 2003                                                 | 2007                                                 | 2011                                                 | 2015                                                 |
| PSOE                                                 |                                                      | 7                                                    | 7                                                    | 7                                                    | 6                                                    | 5                                                    | 5                                                    | 6                                                    | 6                                                    | 6                                                    |
| CD / AP / PP                                         |                                                      | 2                                                    |                                                      | 2                                                    | 3                                                    | 2                                                    | 2                                                    | 1                                                    | 1                                                    | 1                                                    |
| UCD / CDS                                            | 4                                                    |                                                      | 2                                                    |                                                      |                                                      |                                                      |                                                      |                                                      |                                                      |                                                      |
| Parteilose                                           | 5                                                    |                                                      |                                                      |                                                      |                                                      |                                                      |                                                      |                                                      |                                                      |                                                      |
| Total                                                | 9                                                    | 9                                                    | 9                                                    | 9                                                    | 9                                                    | 7                                                    | 7                                                    | 7                                                    | 7                                                    | 7                                                    |

## Sehenswürdigkeiten

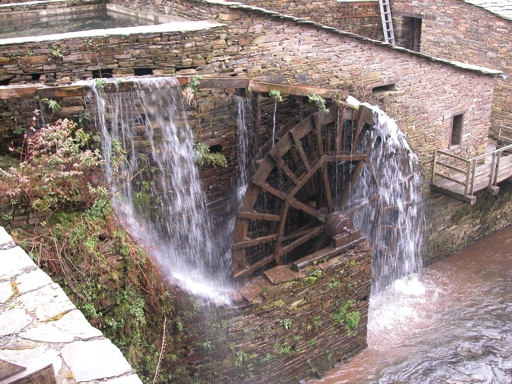
Typische Wassermühle

- Pfarrkirche Nuestra Señora del Carmen
- Pfarrkirche San Martín von 1766
- Mühlenmuseum

## Feste und Feiern
- in Bres – San Pedro, am 29. Juni
- in Ouria – El Carmen, am 16. Juli
- in Taramundi
  - Las Candelas, am 2. Februar
  - San José, am 19. März
  - Nuestra Señora del Rosario, am ersten Wochenende im Juni
  - San Martín, am 11. November

## Parroquias
Die Gemeinde ist in 4 Parroquias unterteilt.

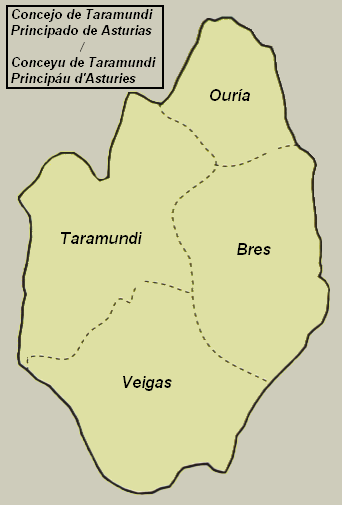
Karte der parroquias von Taramundi

- Bres
- Ouría
- Taramundi
- Veigas